# J. Paul Boehmer
J. Paul Boehmer (* 30. Oktober 1965 in Dayton, Ohio) ist ein amerikanischer Filmschauspieler.

## Leben
Boehmer ist vor allem für Trekkies ein bekannter Schauspieler, trat er immerhin in drei der „Star Trek“-Fernsehserien vor die Filmkamera. In „Star Trek: Raumschiff Voyager“ eine Borgdrohne aus dem 29. Jahrhundert und wie auch in „Star Trek: Enterprise“ verkörperte er einen  SS-Offizier (Staffel 3) und einen der Vulkanier, welche den ersten Kontakt mit den Menschen hatten (Staffel 2); in „Star Trek: Deep Space Nine“ einen Außerirdischen.

## Filmografie

### Fernsehserien
- 1998: Star Trek: Deep Space Nine Staffel 7 Folge 22 (Rolle: Vornar :Cardassianer)
- 1998: Star Trek: Voyager Staffel 4 Folge 18 und 19 (Rolle: SS Kapitan) Staffel 5 Folge 2 (Rolle: Borg Drohne namens One)
- 2002: Star Trek: Enterprise Staffel 2 Folge 2 (Rolle: Mestral) Staffel 3 Folge 24 und Staffel 4 Folge 1 (Rolle: SS-Offizier)
- 2002: Frasier Staffel 8 Folge 21 (Rolle: Neil)
- 2002: Für alle Fälle Amy  Staffel 4 Folge 6 (Rolle: Wayne Leavitt)
- 2005: Numbers – Die Logik des Verbrechens
- 2017: Colony Staffel 2 Folge 1 (Rolle: Tim Lawes)
- 2017–2019: The Orville Staffel 1 Folge 9 (Rolle: Navarianischer Botschafter) und Staffel 2 Folge 10 (Rolle: Hohepriester der Krill)

### Spielfilme
- 1999: Die Thomas Crown Affäre
- 2010: Skyline